# Мирабилис круглолистный
Мира́билис круглоли́стный (лат. Mirabilis rotundifolia) — редкий вид цветковых растений рода Мирабилис (Mirabilis) семейства Никтагиновые (Nyctaginaceae).

## Ботаническое описание
Многолетнее травянистое растение с опушёнными прямостоячими стеблями 20—30 см длиной. Листья имеют клейкие овальные или округлые пластинки до 7 см длиной и до 6 см шириной. Ветвящееся соцветие имеет колоколовидные покрывала, образованные сросшимися в разной степени прицветниками, каждое из которых окутывает 3 пурпурно-розовых цветка около 1 см шириной. Они раскрываются утром и закрываются в середине утра или в полдень. 
Опушённый плод достигает около 0,5 см в длину.

## Распространение и местообитание
Эндемик штата Колорадо в США, где растёт на юге его центральной части. Произрастает около реки Арканзас. Обитает на неплодородных землях в зарослях кустарников и лесах, тесно связан с видом Frankenia jamesii. 

## Охрана
Главной угрозой для этого редкого вида является его малая площадь обитания. Известно 29 его местонахождений, однако лишь 12 из них находятся в хорошем состоянии.

## Синонимика
- Allionia rotundifolia Greene
- Oxybaphus rotundifolius (Greene) Standl.[1]